# スプリングフィールドM1870
スプリングフィールドM1870（英:Springfield Model 1870）はアースキン・オーリンが設計した数種類の「トラップドア・スプリングフィールド」後装式ライフル銃の一つである。M1870はスプリングフィールドM1868のマイナーチェンジモデルで、多くの機能はM1868と同じである。
なお、スプリングフィールドM1870は、スプリングフィールドM1870レミントン・ネービーモデルを指す場合もある。この銃はレミントン・アームズ社のローリング・ブロック式ライフルをスプリングフィールド社がライセンス生産した艦上用小銃である。

## 概要
トラップドア・スプリングフィールドは、前装式スプリングフィールドM1863を、比較的低コストで後装式に改造したものであり、発射速度を4発/分から12発/分と劇的に改善した。最初のモデルであるスプリングフィールドM1866は、後装用ブリーチ・ブロックを追加したのみであり、次のスプリングフィールドM1866はM1863の58口径の銃身にライナーを挿入することにより50口径にボアダウンした。しかし、ライナーは実際の使用では信頼性にかけたため、後期モデルであるM1868は銃身そのものを50口径のものに交換した。M1870も同様である。
M1870には細部が異なる2つのバージョンがある。最初のバージョンは1870年と1871年に製造された。M1868に比べ、照門が改良され、短いレシーバーが用いられた。M1870の最初のバージョンでは、照門はほとんどレシーバーの位置にあった。この前期バージョンは1,000丁が製造された。
次のバージョンは1872年と1873年に製造された。このバージョンでは照門は上方に移され、レシーバーから0.5インチほど離れることとなった。このバージョンはダブル・ショルダー型の槊杖（さくじょう）を使用した。最初のバージョンの槊杖はM1868と同じものであった。また、後期バージョンではブリーチ・ブロック下部の形状が長く高いアーチ型とされたが、前期バージョンではM1868と同じ短いアーチであった。後期バージョンは10,000丁が製造された。
1871年には銃身を短くしたカービンバージョンが製造された。製造数は約350丁であった。
M1870は、バージョンに関わらず.50-70ガバメント弾のカートリッジを使用した。

## 著名な使用者
有名なガンマンであるワイルド・ビル・ヒコックはM1870のバリエーションを使用していた。「ヒコック・ライフル」は銃身長が29と5/8インチで、カービンモデルよりは長く、歩兵用ライフルモデルよりは短かった。また、台尻がケンタッキー・ライフル型の傾斜した台尻となっていた。ブリーチ・ブロックには1870年の刻印があり、ロックプレートには1863年の刻印があることから、もともとM1863として製造されたものがM1870に改造されたものであることがわかる。銃床には、ナイフで「J. B. Hickok」との名前が刻まれている。ヒコックは1876年にこの銃と共に埋葬された。しかしながら、1879年にモーリア山に改葬された際に、誰かが棺からこの銃を取り出したものである。

## 参考資料
- The .45-70 Springfield-Book II-1865-1893.
- Joseph G. Rosa, "Wild Bill Hickok, gunfighter: an account of Hickok's gunfights". University of Oklahoma Press (May 26, 2003). ISBN 978-0806135359